# 土木鋼構造診断士
土木鋼構造診断士（どぼくこうこうぞうしんだんし）は、一般社団法人日本鋼構造協会が認定する資格。
国土交通省により、本資格のうち土木鋼構造診断士、土木鋼構造診断士補が公共工事に関する調査及び設計等の品質確保に資する技術者資格に登録されている。

## 区分
- 土木鋼構造診断士
- 土木鋼構造診断士補

## 受験資格
- 学歴に応じた年数の実務経験要

## 資格取得の流れ
- 講習：東京、大阪で実施
- 筆記試験：東京、大阪で実施。診断士補はマークシートのみ、診断士は加えて、論文と専門記述式